# Copan FC
Copan FC ist ein mexikanischer Fußballverein aus Pachuca de Soto, der Hauptstadt des Bundesstaates Hidalgo.

## Geschichte
Der Verein wurde mit dem Zweck gegründet, junge Talente zu entdecken und zu fördern mit dem Ziel, sie in den Profifußball zu führen. Zu diesem Zweck hat der Verein einen Fördervertrag mit dem benachbarten Erstligisten CF Pachuca abgeschlossen. Gegenwärtig spielt die Männermannschaft des Vereins nur in der fünftklassigen und rein auf Amateurbasis betriebenen Cuarenta División, hat aber zum Ziel, in die Halbprofiliga Tercera División einzusteigen.
Wesentlich erfolgreicher war bisher seine Frauenfußballmannschaft, die in der Apertura 2014 die Finalspiele um die mexikanische Frauenfußballmeisterschaft erreichte, dort aber mit dem Gesamtergebnis von 2:3 nach Verlängerung gegen die Centellas de Tepozotlán unterlag.